# Novo Bauhaus Europeu
O Novo Bauhaus Europeu  – em inglês New European Bauhaus (NEB) – é um movimento artístico iniciado pela Comissão Europeia, mais precisamente pela Presidente da Comissão Europeia, Sra. Ursula von der Leyen. O seu objetivo é implementar o Pacto Ecológico Europeu através da cultura, integrando sustentabilidade ambiental, estética e inclusão. 
O Novo Bauhaus Europeu é um movimento interdisciplinar que tende a resgatar as ambições fundamentais do movimento Bauhaus histórico gerado pelo arquiteto alemão Walter Gropius, a fim de lidar com questões contemporâneas dos campos da criação: arte, artesanato, design, arquitetura e planeamento urbano. 
Sendo o Novo Bauhaus Europeu um movimento "novo", o seu estatuto está atualmente sendo desenvolvido e estabelecido por um Comité de Investigação multicultural e internacional, dirigido pelo artista Alexandre Dang. 

## As fases
Este movimento, querendo ser o mais aberto e acessível possível, será facilitado por um planejamento em três fases : a fase de Concepção (2020-2021), a fase de Execução (2021-2023+) e a fase de Divulgação (2023-2024+). 

### A fase de Concepção
Como primeiro passo, a fase de Concepção abriu um diálogo sobre encontrar métodos que pudessem impulsionar as ideias existentes relacionadas com os desafios do Novo Bauhaus Europeu, no que diz respeito à cultura e à tecnologia. Estas duas noções são consideradas pelo Novo Bauhaus Europeu como elementos determinantes para enfrentar as preocupações contemporâneas, especialmente nos sectores da construção e arquitetura. Ao lançar um convite à apresentação de propostas, serviços de aceleração e contribuição financeira começaram a ser prestados a alguns projetos ao abrigo de programas de financiamento da União Europeia, tais como Horizon Europe ou o programa LIFE, mas também organizações internacionais.
Na ideia de uma dinâmica de design coletivo, foi criada uma "Mesa-redonda de Alto Nível" com 18 pensadores e profissionais, envolvendo por exemplo os famosos arquitetos Shigeru Ban e Bjark Ingels, a Presidente do Fundo Nacional de Inovação Italiana Francesca Bria, a activista e académica Sheela Patel, e outros.  

### A fase de Execução
Após a fase de Concepção, a Comunicação da Comissão Europeia "Novo Bauhaus Europeu : Beleza, Sustentabilidade, Inclusividade" foi publicada em 15 de Setembro de 2021. O conteúdo detalhado desta comunicação conduziu diretamente à fase de Execução, que começou com a criação de cinco projetos-piloto. Estes projetos foram selecionados como propostas emblemáticas para o anunciado objetivo do Novo Bauhaus Europeu: "responder a desafios societais envolvendo cidades, cidadãos e decisores e abraçando quer os princípios-chave do NBE – beleza, sustentabilidade e inclusão –, quer uma abordagem orientada por missões (impactante, mensurável e focada) de uma forma inovadora e de referência.". De fato, um dos pontos fundamentais do Novo Bauhaus Europeu, que é apresentado pela Comissão Europeia, é traduzir o Pacto Ecológico Europeu, oficialmente aprovado em 2020, para o tornar uma experiência cultural tangível na qual cidadãos de todo o mundo possam participar. 
Referindo-se aos grandes princípios do movimento Bauhaus original, a iniciativa Novo Bauhaus Europeu abrange vários níveis: "do global ao local, participativo e transdisciplinar". Ao iniciar um processo de co-design, as opiniões e experiências de milhares de cidadãos, profissionais e organizações em toda a UE, e não apenas, foram envolvidas em conversas abertas. Emergindo deste pensamento coletivo, os três termos destacados para definir o movimento são "Sustentabilidade" (desde os objetivos climáticos até à circularidade, poluição zero e biodiversidade), "Estética" (qualidade de experiência e estilo, para além da funcionalidade) e "Inclusão" (valorização da diversidade, igualdade para todos, acessibilidade, a preços aceitáveis). Os quatro eixos temáticos escolhidos para orientar a implementação do Novo Bauhaus Europeu para os próximos anos são "Restabelecer a ligação com a natureza", "Recuperar um sentimento de pertença", "Dar prioridade aos lugares e às pessoas que mais necessitam", e "A necessidade de pensar a longo prazo o ciclo de vida dos ecossistemas industriais". Os três níveis de transformações interligadas esperados da iniciativa são "Transformação de lugares no terreno", "Transformação do ambiente propício à inovação" e "Difusão de novos conceitos".

### A fase de Divulgação
Durante a fase de Divulgação, o Novo Bauhaus Europeu planejou concentrar-se na divulgação de ideias e conceitos escolhidos a um público mais vasto, não apenas dentro da UE. Dentro das três fases de desenvolvimento, este último passo deve ser sobre o trabalho em rede e a partilha de conhecimentos entre profissionais sobre métodos, soluções e protótipos disponíveis, mas também, destina-se a ajudar os criadores a replicar as suas experiências em cidades, zonas rurais e localidades e a influenciar a nova geração de arquitetos e designers.

## Prêmios do Novo Bauhaus Europeu
Na Primavera de 2021, a Comissão Europeia lançou os prêmios Novo Bauhaus Europeu para condecorar exemplos inspiradores das realizações que se enquadram nos princípios do movimento. Para a primeira edição do concurso, os Comissários Ferreira e Gabriel premiaram 20 projetos numa cerimônia em Bruxelas a 16 de Setembro de 2021.  
Uma segunda edição dos prêmios Novo Bauhaus Europeu acontecerá em 2022. 

## O NEB Lab
O NEB LAB, ou laboratório New European Bauhaus, foi estabelecido como um espaço de encontro para trabalhar com a comunidade crescente do Novo Bauhaus Europeu, que conta com mais de 450 parceiros oficiais, membros de mesas redondas de alto nível, Pontos de contato dos governos nacionais, e vencedores e finalistas dos prémios do Novo Bauhaus Europeu. O principal objetivo do NEB LAB é pôr em prática o pensamento do movimento, co-criando e testando soluções e ações políticas, como o desenvolvimento de ferramentas de etiquetagem. Começou com uma "Chamada  para amigos do Novo Bauhaus Europeu", a fim de envolver entidades públicas, empresas e organizações políticas. 

## Festival do Novo Bauhaus Europeu
A abertura de um Festival Novo Bauhaus Europeu foi anunciada pela Comissão Europeia para dar visibilidade aos criadores, para os encorajar a "mostrar" as suas ideias e a partilhar os seus progressos, mas também para permitir o trabalho em rede e para fomentar o envolvimento dos cidadãos. O Festival assentará em três pilares : "Fair" (apresentação de projetos ou produtos concluídos), "Fest" (a seção cultural, com artistas e performance) e "Forum" (debates com formatos participativos inovadores). A sua primeira edição acontecerá de 9-12 de Junho de 2022 em Bruxelas. Com base nesta experiência, a Comissão elaborará um conceito para um evento anual que incluirá lugares dentro e fora da UE, a partir de 2023. 

## Controvérsias
O nome escolhido é fortemente criticado em algumas comunidades artísticas como sendo "inerentemente não inclusivo". Uma carta dirigida à Presidente da Comissão Europeia Ursula von der Leyen e ao seu Vice-Presidente Frans Timmermans, foi assinada por muitos artistas para expressar o seu desacordo com o termo "New European Bauhaus". 